# Gelis acarorum
Gelis acarorum là một loài tò vò trong họ Ichneumonidae.